# Ruta Nacional A026 (Argentina)
La Ruta Nacional A026 es una carretera argentina asfaltada de unos 6,1 kilómetros de longitud, que se encuentra en el sudeste de la provincia de Río Negro, en el Departamento San Antonio.  
La ruta nace en una rotonda al km 1139 de la Ruta Nacional 3, conocida localmente como "El Cruce" (donde también cruzan la Ruta Provincial 2 y la Ruta Nacional 251) y concluye luego de 6 kilómetros en sentido sudeste, en el hospital "Dr. Aníbal Serra" de la ciudad de San Antonio Oeste. 
Esta carretera sirve como acceso a la ciudad de San Antonio Oeste, transformándose en la Avenida Automóvil Club Argentino; aunque también es útil para llegar al balneario Las Grutas desde el norte, combinándose con la Ruta Provincial 2. 
En el año 2013 comenzaron los trabajos de ensanche de la ruta. La obra consistía en una pequeña autovía de dos carriles cada trocha, con una longitud de 2,5 kilómetros, entre las rotondas con RN3 y con RP2. Además se construyó paso sobre nivel en su cruce con la línea ferroviaria General Roca. Las obras finalizaron en el año 2017. 
- Datos: Q6114225